# Oriximiná (kommun)
Oriximiná är en kommun i Brasilien.   Den ligger i delstaten Pará, i den norra delen av landet, 2 100 km nordväst om huvudstaden Brasília. Antalet invånare är 89,166.
Följande samhällen finns i Oriximiná:
- Oriximiná

I omgivningarna runt Oriximiná växer i huvudsak städsegrön lövskog. Trakten runt Oriximiná är nära nog obefolkad, med mindre än två invånare per kvadratkilometer.